# منتخب ليتوانيا لكرة قدم الصالات
منتخب ليتوانيا لكرة قدم الصالات (بالليتوانية: Lietuvos vyrų salės futbolo rinktinė)‏ هو ممثل ليتوانيا الرسمي في المنافسات الدولية في كرة الصالات . تأسس في 1999.